# Kosci (Lopare)
Pour les articles homonymes, voir Kosci.
Kosci (en cyrillique : Косци) est un village de Bosnie-Herzégovine. Il est situé dans la municipalité de Lopare et dans la république serbe de Bosnie. Selon les premiers résultats du recensement bosnien de 2013, il ne compte plus aucun habitant.
Avant la guerre de Bosnie-Herzégovine, le village faisait entièrement partie de la municipalité de Tuzla ; après la guerre, son territoire a été partiellement rattaché à la municipalité de Lopare, intégrée à la république serbe de Bosnie.

## Démographie

### Répartition de la population par nationalités (1991)
En 1991, il comptait 161 habitants, répartis de la manière suivante :